# Kim Jo-Sun
Kim Jo-Sun (en coreano: 김조순; 13 de junio de 1975) es una deportista surcoreana que compitió en tiro con arco, en la modalidad de arco recurvo.
Participó en los Juegos Olímpicos de Atlanta 1996, obteniendo una medalla de oro en la prueba por equipo. Ganó cuatro medallas en el Campeonato Mundial de Tiro con Arco al Aire Libre entre los años 1995 y 1999.

## Palmarés internacional
| Juegos Olímpicos                 | Juegos Olímpicos         | Juegos Olímpicos  | Juegos Olímpicos |
| Año                              | Lugar                    | Medalla           | Prueba           |
| -------------------------------- | ------------------------ | ----------------- | ---------------- |
| 1996                             | Atlanta (Estados Unidos) | Medalla de oro    | Equipo           |
| Campeonato Mundial al Aire Libre |                          |                   |                  |
| Año                              | Lugar                    | Medalla           | Prueba           |
| 1995                             | Yakarta (Indonesia)      | Medalla de oro    | Equipo           |
| 1997                             | Victoria (Canadá)        | Medalla de oro    | Equipo           |
| 1997                             | Victoria (Canadá)        | Medalla de bronce | Individual       |
| 1999                             | Riom (Francia)           | Medalla de bronce | Individual       |